# Proroblemma caieta
Proroblemma caieta är en fjärilsart som beskrevs av William Schaus. Proroblemma caieta ingår i släktet Proroblemma och familjen nattflyn. Inga underarter finns listade i Catalogue of Life.